# Nawrócenie Szawła (obraz Pietera Bruegla starszego)
Nawrócenie Szawła (niderl. De bekering van Paulus op weg naar Damascus) – obraz olejny namalowany przez Pietera Bruegla starszego w 1567 roku.

## Tło historyczne
Bruegel namalował dwa obrazy o wydźwięku politycznym, odnoszące się do rządów hiszpańskich, reprezentowanych przez jedną osobę, zwaną Czarnym Albą za względu na jego ubiór, jak i charakter. W rzeczywistości był to książę Alby Ferdynand Álvarez de Toledo, wysłannik króla Hiszpanii, którego celem przybycia do Niderlandów było zaprowadzenie ładu w podzielonych przez reformacje Niderlandach. Oba obrazy powstały w latach 1566–1567 i ich tytuły dotykają wątków biblijnych. Są to Rzeź niewiniątek i omawiany Nawrócenie Szawła.

## Opis
Obraz przedstawia nawrócenie Szawła. Bruegel wybrał scenę kulminacyjną, czyli upadek Szawła z konia, wywołany oślepiającym blaskiem ukazującego się Boga. Blask nie jest tu widoczny. Centralną postacią jest jednak jeździec w czarnym stroju na białym koniu – książę Alby. Bruegel umieścił go tyłem do widza, tak by nie było wątpliwości, że hiszpański namiestnik widział upadek Szawła. Najprawdopodobniej malarz w ten sposób wyraził nadzieje, że Alba zmieni się podczas podróży do Niderlandów (dozna nawrócenia).